# São Sebastião do Alto
São Sebastião do Alto – miasto i gmina w Brazylii, w stanie Rio de Janeiro. Znajduje się w mezoregionie Centro Fluminense i mikroregionie Santa Maria Madalena.